# 12-й цикл сонячної активності
12-й цикл сонячної активності — одинадцятий цикл сонячної активності від 1755 року, коли розпочався систематичний моніторинг кількості сонячних плям. Сонячний цикл тривав 11,3 року, від грудня 1878 року до березня 1890 року. Максимальне протягом цього сонячного циклу значення числа Вольфа для кількості сонячних плям спостерігалося в грудні 1883 року становило 124,4, а початковий мінімум числа Вольфа становив 3,7. Під час мінімуму сонячної активності під час переходу від 12-го до 13-го циклу сонячної активності було загалом 736 днів без сонячних плям.
Дуже яскраве криваво-червоне полярне сяйво спостерігалося над Нью-Йорком 16 квітня 1882 року, під час якого виникли значні порушення зв'язку. Пізніше того ж року геомагнітна буря спричинила полярне сяйво 17 листопада 1882 року.